# Alcofer
Alcofer – stop metali zawierający żelazo, glin i kobalt. Nazwa pochodzi od pierwszych sylab tych pierwiastków w nazewnictwie łacińskim (aluminium – glin, cobaltum – kobalt, ferrum – żelazo).
Stopy żelaza o zawartości 12–14% glinu 1–3% kobaltu wykazują bardzo dobre własności magnetostrykcyjne i znajdują zastosowanie w produkcji przetworników elektroakustycznych w technice ultradźwiękowej.